# The House of Fear
The House of Fear (en España: La casa del miedo) es una película de intriga policiaca de Sherlock Holmes de 1945 dirigido por Roy William Neill y protagonizado por Basil Rathbone y Nigel Bruce. Es la décima de la serie de catorce películas de Sherlock Holmes que protagonizó la pareja.
La trama de la película está basada ligeramente en el relato de 1891 Las cinco semillas de naranja de Arthur Conan Doyle.

## Sinopsis
La acción transcurre en Drearcliff House, un viejo castillo en Escocia con mala fama. A esta casa se han trasladado siete excéntricos jubilados que forman una especie de club llamado «los buenos camaradas». Estos jubilados han contratado un seguro de vida dejando cada uno de ellos como beneficiario a los supervivientes. La aventura comienza con la visita del investigador de una compañía de seguros a Sherlock Holmes: dos de los camaradas han fallecido poco después de recibir un sobre que contenía unas semillas de naranja.

## Reparto
- Basil Rathbone - Sherlock Holmes
- Nigel Bruce - Dr. Watson
- Aubrey Mather - Bruce Alastair
- Dennis Hoey - Inspector Lestrade
- Paul Cavanagh - Dr. Simon Merivale
- Holmes Herbert - Alan Cosgrave
- Harry Cording - Capitán John Simpson
- Sally Shepherd - Mrs. Monteith
- Gavin Muir - Mr. Chalmers
- David Clyde - Alec MacGregor
- Florette Hillier - Alison MacGregor